# Pfarrkirche hl. Radegundis (St. Radegund bei Graz)

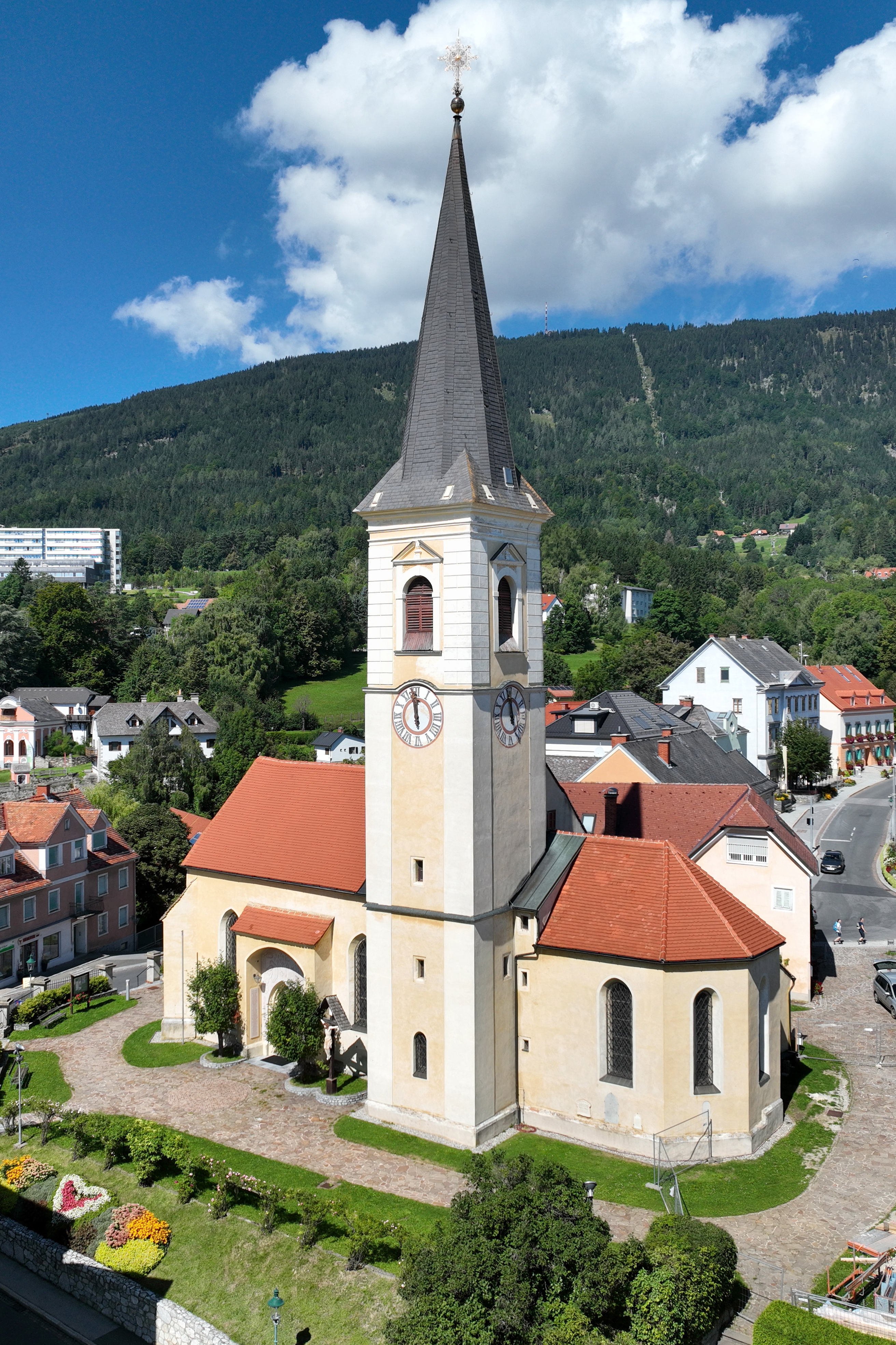
Pfarrkirche hl. Radegundis

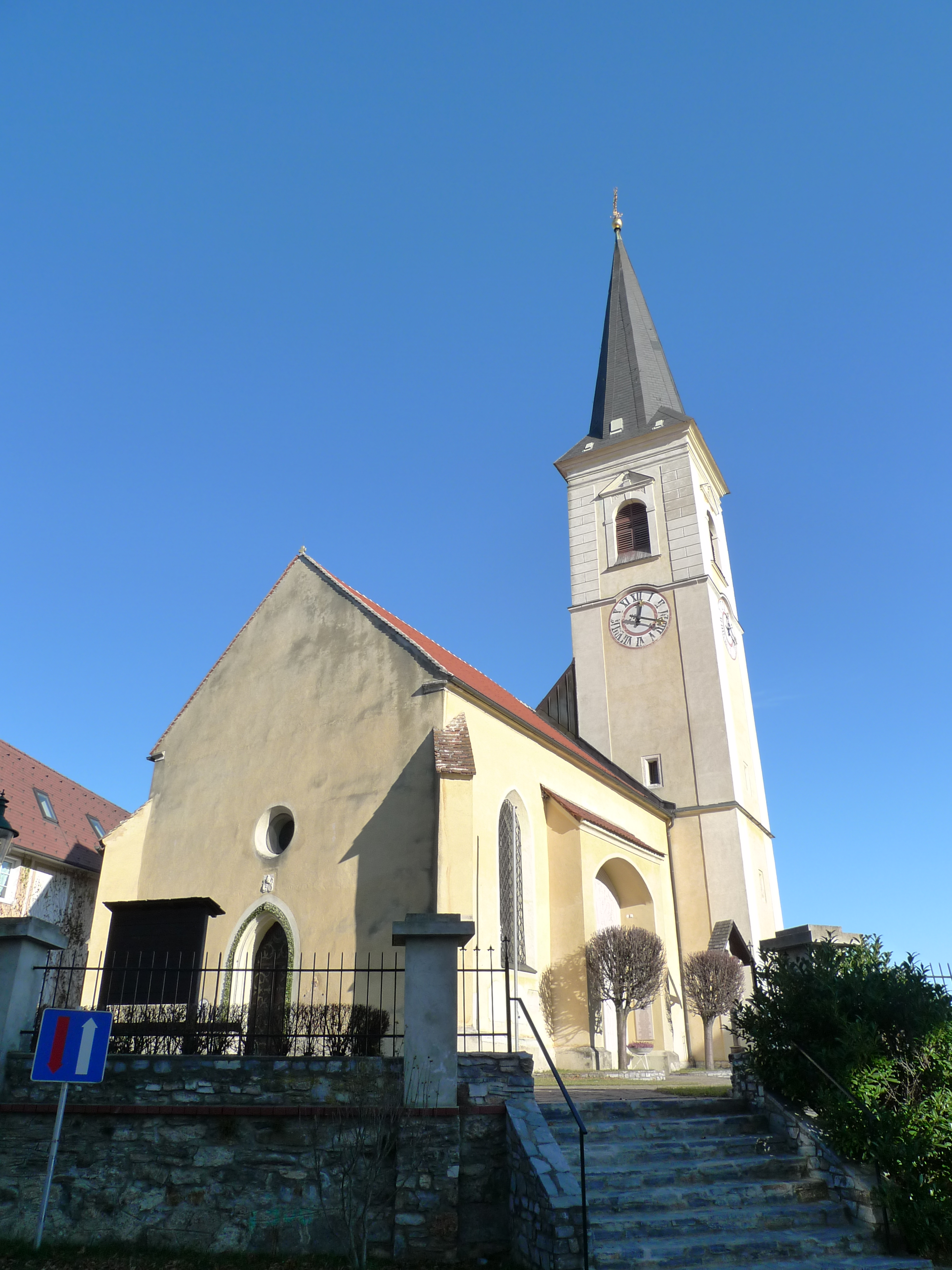
Die Pfarrkirche im Dezember 2011

Die Kirche der hl. Radegundis ist die römisch-katholische Pfarrkirche der Gemeinde Sankt Radegund bei Graz in der Steiermark.

## Geschichte
Nach 1186 ließ Otto von Graz hier eine Kirche bauen. Ihre erste urkundliche Erwähnung fand sie im Jahr 1295. Zwischen 1490 und 1513 entstand die heutige, spätgotische Kirche. 1981 fand eine Außenrestaurierung statt.

## Beschreibung

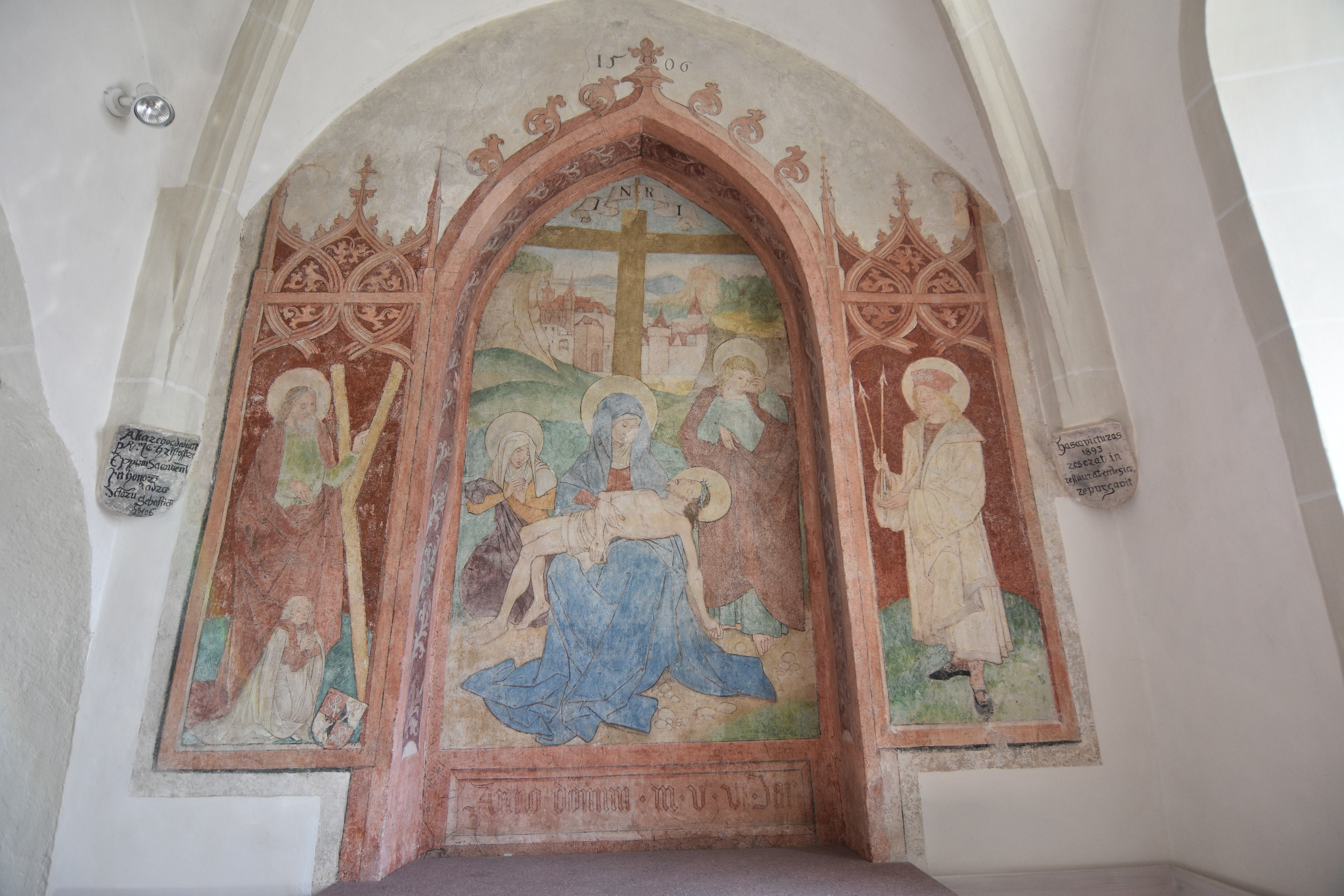
Der Seitenaltar

Die Kirche besteht aus einem vierjochigen Langhaus mit eingezogenem Chor. Der quadratische Kirchturm mit Spitzdach ist südlich in das vierte Langhausjoch eingebaut. Er trägt eine im Jahr 1699 von Medardus Reig gegossene Glocke. An der westlichen Fassade befindet sich das Wappen des Bischofs Matthias Scheit. An der Nordseite des Gebäudes sind Fragmente eines römischen Grabsteins aus dem 2. Jahrhundert vor Christus, an der Südseite auf Höhe des Sockels ist eine mittelalterliche Tierfigur eingemauert.
Das vierjochige Langhaus wird von einem auf polygonalen Wandvorlagen ruhenden Netzrippengewölbe überspannt. Der einjochige Chor mit einem Fünfachtelschluss hat ein Kreuzrippengewölbe mit schildförmigen Schlusssteinen. Im Chor befindet sich eine Sakramentsnische sowie zwei Schulterbogenportale. An der Süd- und Westseite der Kirche befinden sich gotische Eingangsportale. Die barocke Orgelempore wurde neugotisch umgestaltet.
Die neugotische Einrichtung der Kirche wurde von 1888 bis 1895 nach einem Entwurf von August Ortwein gestaltet. Das 1907 von W. Helfer gemalte Altarblatt des Hauptaltars stellt die heilige Radegundis dar, die Seitenältare mit Fresken nach gotischem Muster von Ludwig von Kurz zum Thurn und Goldenstein von 1895.
In der Turmkapelle, im Chor und im Langhaus hinter den Seitenaltären befinden sich bedeutende Fresken vom Meister von St. Radegund aus dem Jahr 1506.
An der Südseite der Kirche befindet sich ein 1954 von Hans Pacher gestaltetes Kriegerdenkmal.